# Лайминьш, Эдуардс
Эдуардс Карлис Освальдс Лайминьш (лит. Eduards Laimiņš; 17 августа 1882, Трикатская волость, Валкского уезда Лифляндской губернии, Российская империя (ныне Трикатская волость, Беверинский край, Латвия) — 16 февраля 1982, Бостон, США) — латвийский государственный и политический деятель, инженер, педагог, военный. Министр внутренних дел Латвии (19 декабря 1924-18 декабря 1926). Дважды Министр обороны Латвии (10 декабря 1929 −19 декабря 1929 и 27 марта 1931-5 декабря 1931).

## Биография
Сын фермера. Окончил приходскую школу в Триката. В 1902 году — училище геодезистов в Уфе.
После его окончания поступил в Военно-топографическое училище в Санкт-Петербурге. В 1904 году получил звание офицера Корпуса военных топографов Российской императорской армии. Участвовал в деятельности Латвийской студенческой корпорации «Латвия». В чине подпрапорщика служил в 115-м стрелковом полку Русской императорской армии. С апреля 1905 года работал на Дальнем Востоке России топографическим управляющим Северо-Западной границы. С 1906 г. — топограф отдела топографии Маньчжурской армии, с 1907 г. работал в топографическом отделе штаба Омского военного округа. В 1907 году ему было присвоено звание поручика. С 1909 года служил офицером 115-го пехотного полка. В 1910 году поступил в Николаевскую академию Генерального штаба Армии Российской Империи, в 1912 году окончил курс геодезии Академии. Был прикомандирован к Пулковской обсерватории. Тогда же был произведен в чин начальника штаба (1911). С августа 1914 г. — офицер Военно-топографического управления Генерального штаба, с 1915 по 1917 г. — служил в топографическом отделе штаба Омского военного округа. В апреле 1917 года был отозван в Генеральный штаб, в октябре назначен преподавателем Военного училища топографии, одновременно работал преподавателем в Петербургском топографическом институте. С января по август 1918 года служил в Центральном топографическом управлении Красной Армии. В отставке с августа 1918 г.
После этого переехал в Латвию и жил в Трикатской волости. В апреле 1919 г. был повторно мобилизован в Красную Армию, где занимал должность помощника заведующего учебными пособиями и топографическими планами отдела учебных заведений. 22 мая 1919 года дезертировал из Красной Армии.
В мае 1919 года вступил в ряды Вооруженных сил Временного правительства Латвийской Республики в звании полковника-лейтенанта, служил в штабе 1-й отдельной латышской бригады или Южно-латвийской армейской бригады. В июле 1919 года был назначен начальником штаба Восточного фронта Латвийской армии, а в августе — начальником штаба Курземской дивизии. В декабре 1919 года ему было присвоено звание полковника. После отставки в сентябре 1919 г. второго министра обороны Временного правительства Д. Симансонса был назначен членом министерства обороны, исполнял обязанности министра до 10 декабря 1919 г. Уволился из армии, чтобы сосредоточиться на академической работе.
С 1922 года Э. Лайминьш работал преподавателем инженерного факультета Латвийского университета, был доцентом. Занимался организацией кафедры геодезии. Читал лекции на факультете геодезию, астрономию и картографию. Одновременно Э. Лайминьш работал в Комитете по строительству Братского кладбища и Комитете по строительству памятника Свободы. В 1924 г. — член оргкомитета Геодезической комиссии Балтийского моря, был её председателем.
Политик. Член Латышского крестьянского союза. Избирался депутатом третьего и четвёртого Сейма Латвии.
В 1939 году стал мэром Риги. В годы Второй мировой войны во время нацистской оккупации Латвии Лайминьш был главой коммунального и жилищного управления (позже департамента недвижимости) Рижского городского совета (1941—1944). Одновременно был экстраординарным профессором Рижского университета (1941—1944). Вместе с немцами покинул страну, эмигрировал в Германию, где работал в руководстве Эслингенского лагеря для пленных.
С 1944 по 1950 годы — в статусе беженца жил в Германии. В 1950 году эмигрировал в США, где работал научным сотрудником Гарвардского университета.
Умер в Бостоне .

## Награды
- Крест Заслуг айзсаргов (1927)
- Командор Ордена Трёх звёзд
- Великий офицер Ордена Трёх звёзд
- Почётный доктор технических наук Латвийского университета